# La Merveilleuse Visite
La Merveilleuse Visite is een Franse dramafilm uit 1974 onder regie van Marcel Carné.

## Verhaal
Een jongeman wordt in een klein Bretons kustdorp gered van de verdrinkingsdood. Hij beweert dat hij een engel is, die op de aarde is geland. Door zijn naïviteit raakt hij in conflict met de dorpelingen.

## Rolverdeling
| Acteur          | Personage   |
| --------------- | ----------- |
| Gilles Kohler   | Jean        |
| Roland Lesaffre | Ménard      |
| Debra Berger    | Déliah      |
| Lucien Barjon   | Rector      |
| Mary Marquet    | Hertogin    |
| Yves Barsacq    | Dr. Jeantel |